# Convenzione Nazionale del Popolo
La Convenzione Nazionale del Popolo (in inglese: People's National Convention - PNC) è un partito politico ghanese di orientamento panafricano fondato nel 1992 da Hilla Limann, Presidente de Ghana dal 1979 al 1981 e destituito con un colpo di Stato.

## Risultati elettorali
| Elezione          | Voti    | %    | Seggi   |
| ----------------- | ------- | ---- | ------- |
| Parlamentari 1996 | 226.643 | 3,26 | 1 / 200 |
| Parlamentari 2000 | 224.657 | 3,44 | 3 / 200 |
| Parlamentari 2004 | 247.753 | 2,88 | 3 / 230 |
| Parlamentari 2008 | 117.732 | 1,34 | 2 / 230 |
| Parlamentari 2012 | 72.618  | 0,66 | 1 / 275 |